# 仙台空港 - 山形線
仙台空港 - 山形線（せんだいくうこう - やまがたせん）は、宮城県名取市にある仙台空港と山形県山形市を結ぶ高速バス路線である。
2008年6月30日を以て、燃料高騰と利用者低迷で廃止されたが、訪日外国人旅行者（インバウンド）拡大への期待を受け、2017年4月21日から運行が再開された。

## 運行会社
- 宮城交通（山形営業所、仙台南営業所）
- 山交バス（山形営業所）

## 運行経路
仙台空港 - （仙台空港IC） - （仙台東部道路） - （仙台南部道路） - （東北自動車道） - （山形自動車道） - （山形蔵王IC） - 山形県庁前 - 山形駅（東口1番乗り場）
- 2008年の運行休止までは、山形市内の鉄砲町、山交ビルの各停留所にも停車していた。

## 運行回数
- 1日2往復（山交バス2往復、宮城交通運用なし）

## 運賃
2024年10月1日現在。
- 片道2,000円（小人半額）

## 歴史
- 1998年（平成10年）12月19日 - 山交バスと宮城交通観光バスにより運行開始[3]（1日4往復、大人片道1,800円）。
- 2003年（平成15年）8月1日 - 1日8往復に増便し、運賃を大人片道1,500円に値下げ。
- 2005年（平成17年）10月1日 - 宮城県側運行会社が宮交観光サービスから宮城交通になる。
- 2007年（平成19年）4月1日 - 1日10往復に増便。
- 2008年（平成20年）
  - 4月1日 - 1日8往復に減便。
  - 6月30日 - 燃料高騰と利用者低迷により、同日の運行をもって廃止。
- 2017年（平成29年）4月21日 - 1日4往復にて運行再開。運賃は大人片道1,500円[2]。宮城交通が担当する2往復のみ、icscaやSuicaなどの交通系ICカードに対応。
- 2018年（平成30年）4月1日 - 山形県庁前に停車開始[4]。
- 2019年（平成31年／令和元年）
  - 4月1日 - 山交バスが1往復増便、1日5往復となる[5]。
  - 10月27日 - 運賃改定。大人片道1,600円となる[6][7]。
- 2020年（令和2年）4月16日 - 新型コロナウイルス感染拡大の影響により、この日より当面の間運休[8][9]。
- 2021年（令和3年）4月1日 - 運賃改定。大人片道1,700円となる[10][11]。
- 2022年（令和4年）5月14日 - 山交バス便において地域連携IC乗車カード「cherica」導入[12][13]。
- 2023年（令和5年）12月16日 - この日より2024年3月16日まで、山交バス便2往復で運行再開[14][15]。
- 2024年（令和6年）10月1日 - 運賃改定[16]。

## その他
- 予約不要（定員制）。
- 2008年の運行休止までは予約制であった（空席があれば予約なしでも乗車できた）。
  - 運行開始当初は、「運行日5日前までに予約人員が0の場合は運休することがある」と案内していた（予約をしていない場合は運行会社に当日運行の有無の確認が必要であった）。
- 鉄砲町停留所に利用者用無料駐車場があった。